# Brucker Lache
Die Brucker Lache ist ein Bannwald in der Stadt Erlangen. Er befindet sich östlich des Stadtteils Bruck und nördlich von Tennenlohe. Der Wald ist seit 1983 Teil des 322,4 ha großen Landschaftsschutzgebiets „Brucker Lache mit Langenaufeld“. Sein Kernbereich (76 ha) ist das Naturschutzgebiet „Brucker Lache“, das bereits 1964 als erstes Naturschutzgebiet in Mittelfranken ausgewiesen wurde.

## Geschichte
Obwohl das Feuchtgebiet nördlich des Erlanger Stadtteils Tennenlohe bereits früh als schützenswert eingestuft wurde, plante man bis Ende der 1960er Jahre umfangreiche Baumaßnahmen wie Straßen und Wohnsiedlungen in dem Areal. Erst das aufkommende Umweltbewusstsein Anfang der 1990er Jahre stoppte die bereits begonnene Bebauung an der heutigen Waldgrenze.

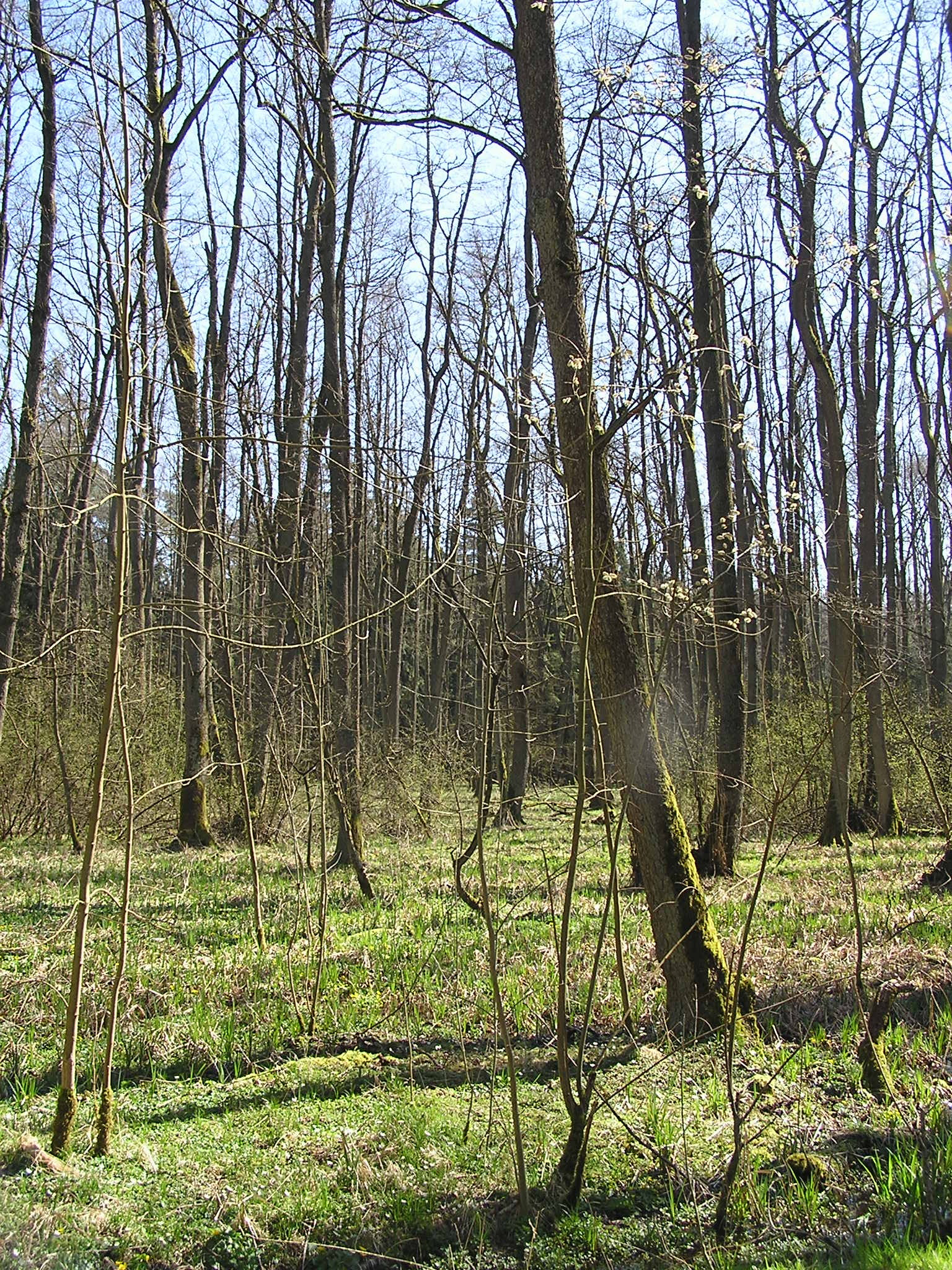
Typischer Erlen-Eschen-Wald im NSG Brucker Lache

1978 wurde ein 30 ha großer Teil des Naturschutzgebietes als Waldreservat ausgewiesen. In diesem besonders schützenswerten Teil haben sich aufgrund von wasserundurchlässigen Ton- und Lehmschichten Sümpfe und Moore sowie der für diese Biotope charakteristische Erlen-Eschen-Wald (Bruchwald) gebildet.
Um den empfindlichen Wasserhaushalt dieses Biotops und damit das Naturschutzgebiet selbst langfristig zu sichern, wurde 1984 das Naturschutzgebiet um weitere 110 ha vergrößert und ein Jahr später die gesamte Brucker Lache zum Bannwald ernannt.
Quer durch das Naturschutzgebiet verläuft der gerade Franzosenweg, der 1820 im Rahmen der bayerischen Landvermessung angelegt wurde, um eine direkte Sichtverbindung zwischen den Türmen der Tennenloher Kirche St. Maria Magdalena und der Hugenottenkirche zu erhalten. Nach dem Zweiten Weltkrieg wurde die Sicht auf die Kirchtürme zu beiden Seiten verbaut.
Am südlichen Rand des Naturschutzgebietes befindet sich das Walderlebniszentrum Tennenlohe, eines von fünf Walderlebniszentren der Bayerischen Forstverwaltung.

## Galerie

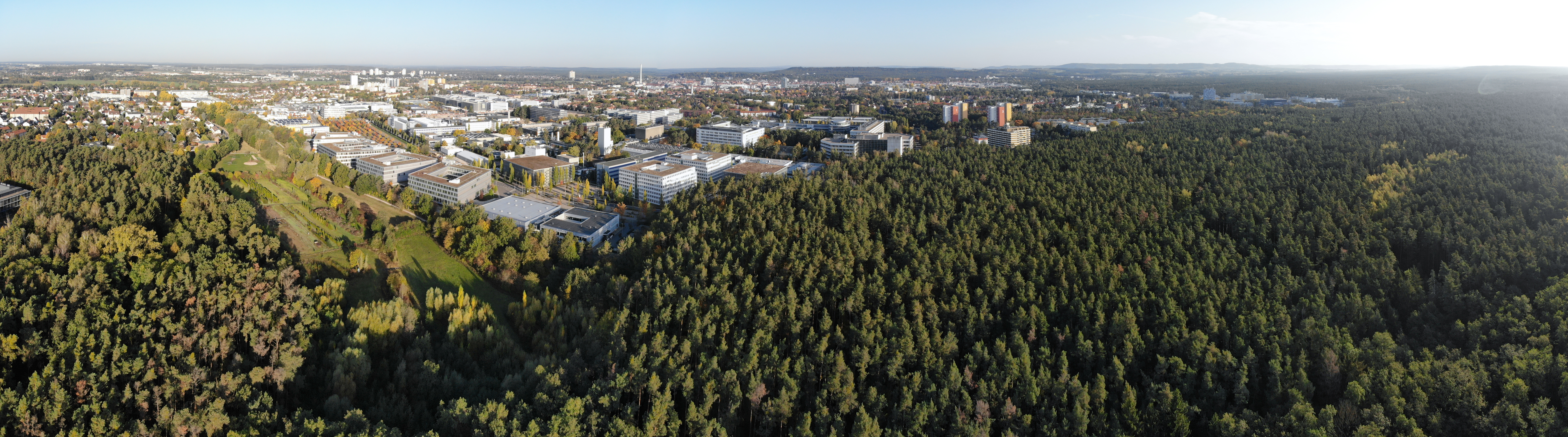
Luftaufnahme des Waldgebiets Brucker Lache rechts (331 ha) und des Bachgrabens links (9 ha)
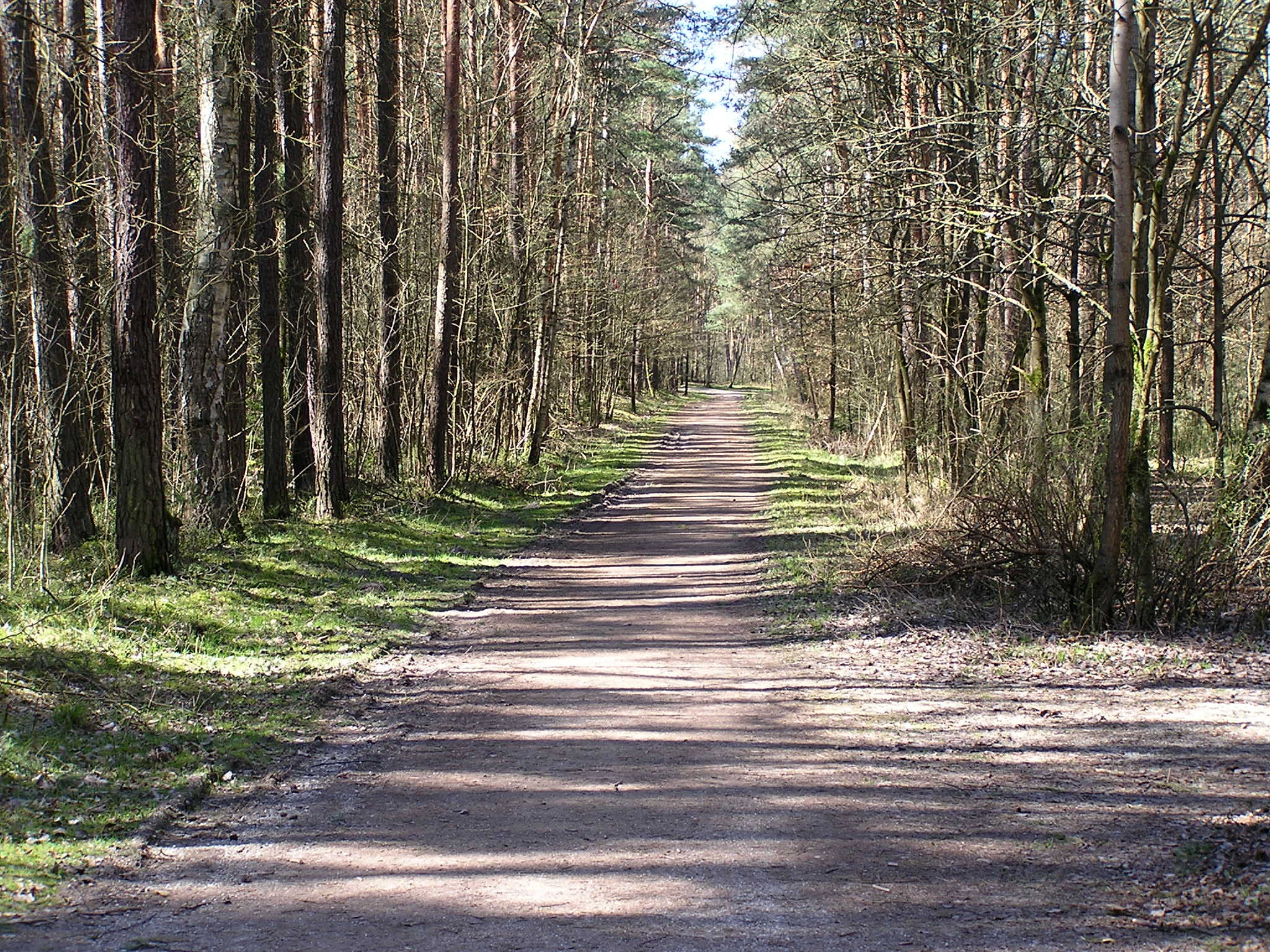
Der Franzosenweg führt quer durch das NSG
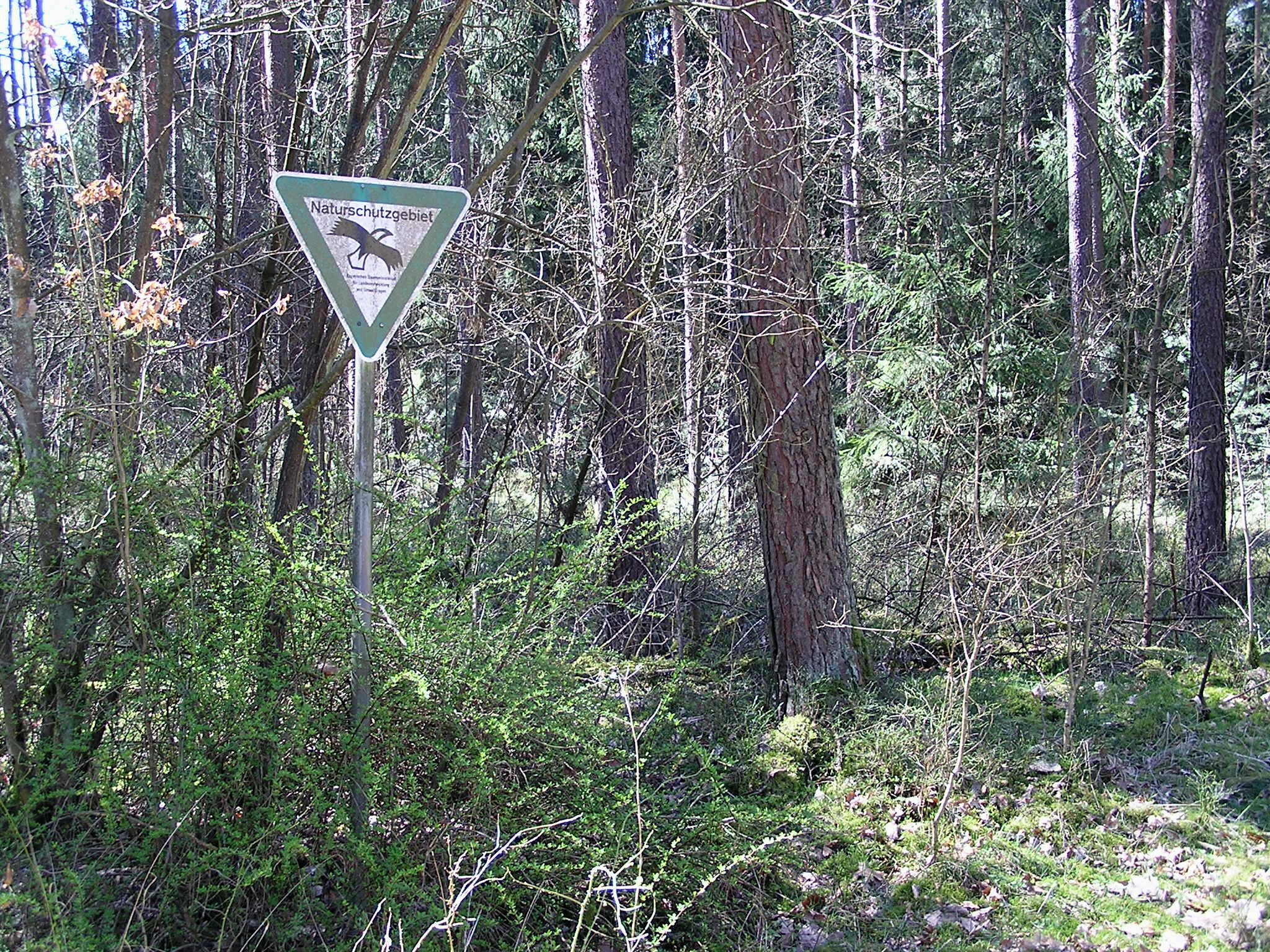
Der Kern der Brucker Lache steht unter Naturschutz
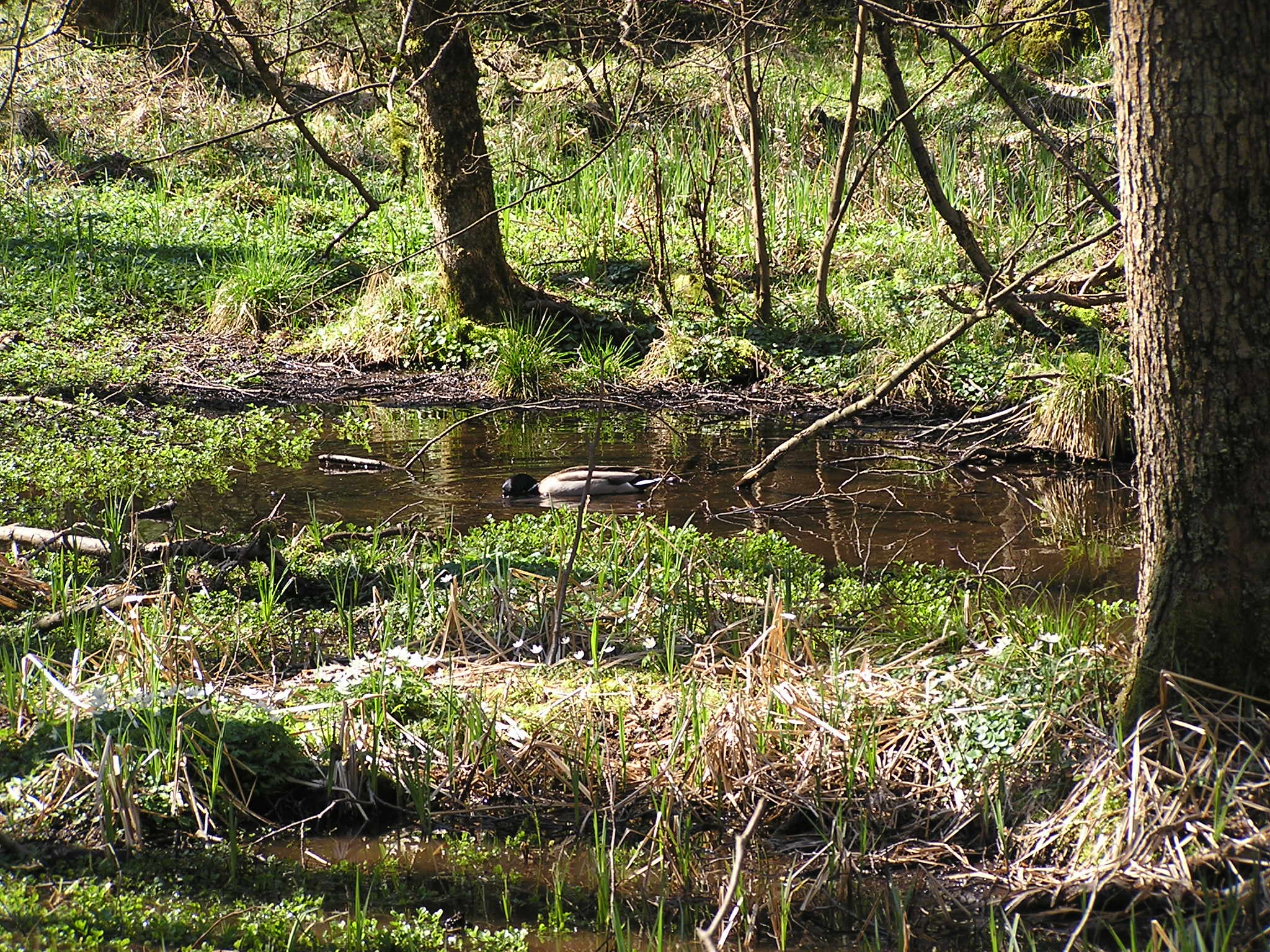
Der Mühlgraben entspringt in der Brucker Lache und fließt in die Regnitz